# Provincia de Chimborazo
Chimborazo es una de las veinticuatro provincias que conforman la República del Ecuador, situada al centro sur del país, en la zona geográfica conocida como región interandina o sierra, principalmente sobre la hoya de Chambo en el noreste y las hoyas de Chimbo y Chanchán en el suroccidente. Su capital administrativa es la ciudad de Riobamba, la cual, además, es su urbe más grande y poblada. Ocupa un territorio de unos 6499,72 km², siendo la décima quinta provincia del país por extensión. Limita al norte con Tungurahua, al sur con Cañar, por el occidente con Bolívar, al suroeste con Guayas y al este con Morona Santiago.
En el territorio chimboracense, habitan 471.933 personas, según el último censo (2022), siendo la undécima provincia más poblada del país. La provincia de Chimborazo está constituida por diez cantones, de los cuales se derivan sus respectivas parroquias urbanas y rurales. Según el último ordenamiento territorial, la provincia de Chimborazo pertenecerá a una región comprendida también por las provincias de Cotopaxi, Tungurahua y Pastaza, aunque no esté oficialmente conformada, denominada Región Centro.
Es uno de los más centros administrativos, económicos, financieros y comerciales más importantes de Ecuador. El desarrollo de la industria en la provincia, en general, se basó en las destrezas manuales de su habitantes. Tiene una importancia muy singular para la historia del centro del Ecuador, por ser un punto medio entre la costa y la Amazonía. Desde tiempo ancestral, se constituyó como una zona de encuentro entre culturas, comerciantes y eventos de connotación religiosa.
Los primeros asentamientos registrados datan de cinco mil años de antigüedad cerca del sector de Punín. Tuvo distintos períodos migratorios provenientes de la serranía como los puruhás y cañaris. Más adelante, fue conquistada por los incas al mando de Huayna Cápac. La colonización española se dio el 15 de agosto de 1534 con la fundación de Santiago de Quito, Durante ese período, la entidad máxima y precursora de la provincia sería el corregimiento de Riobamba. Después de la guerra independentista y la anexión de Ecuador a la Gran Colombia, se crea la provincia de Chimborazo el 25 de junio de 1824, lo que la hace una de las 7 primeras provincias del Ecuador.

## Historia

### Etapa prehispánica
En 1923, en un sitio llamado Chalán, cerca de Punín, a pocos minutos de Riobamba, se desenterró un cráneo humano considerado como el más antiguo encontrado en el Ecuador. Se lo denominó el hombre de Punín, con una antigüedad aproximada de cinco mil años.
En el proceso  reconstrucción de expansión de la dominación Inca, hacia el año 1000, los Andes centrales fueron escenario del asentamiento y expansión del mismo. En el Ecuador, los incas anexaron la totalidad de la sierra a su imperio. En tiempos de Huayna-Cápac, previo a la llegada de los españoles, los puntos claves de la dominación inca se situaron en Tomebamba, capital residencial incaica, apoyado por sedes de un «mayordomo mayor» denominado tocricoc. En el ámbito del ejercicio del poder, este cargo tenía una función semejante a la de gobernador de provincia, Para el sur del actual Ecuador, el tocricoc se situaba en Latacunga, siendo Riobamba en la época uno de los tambos.

### Fundación de Riobamba
La ciudad de Riobamba se fundó el 15 de agosto de 1534 por Diego de Almagro en la antigua Ciudad de Liribamba (milenaria capital de los Puruhaes), lo que hoy es Villa La Unión en el Cantón Colta. Fue la primera ciudad española fundada en tierras de lo que hoy es el Ecuador. Durante la colonia, fue una ciudad grande y próspera, hasta que el 4 de febrero de 1797 fue destruida por un terremoto. Para su reconstrucción Riobamba fue mudada al actual llanura de Tapi que cumplía con las condiciones apropiadas.

### Época republicana

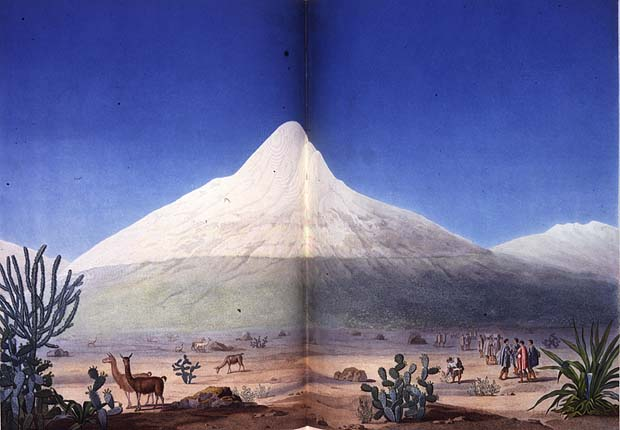
El volcán Chimborazo, la mayor altura del Ecuador, según el dibujo hecho por Aimé Bonpland y Alexander von Humboldt durante su viaje por Hispanoamérica.

La provincia fue creada el 25 de junio de 1824 bajo la Ley de División Territorial de la Gran Colombia.
En la época Gran Colombiana, Riobamba fue una de las ciudades más importantes del Distrito Sur de la Gran Colombia. Este distrito era Gobernado por el primer ministro Juan José Flores, la sede de dicho Gobierno regional estaba en esta ciudad, en el lugar que actualmente ocupa el Colegio Maldonado, también llamado en esa época Casa Maldonado.
Diversos factores contribuyeron a que Riobamba, en la primera mitad del siglo XX adquiriera un desarrollo social, cultural y económico muy particular, que la convirtieron nuevamente en la tercera ciudad del país, con una población superior a los veinte mil habitantes. Durante esta época de oro, se consiguieron plasmar en realidades muchos adelantos urbanísticos como respuestas a las exigencias de la sociedad riobambeña.
Un factor trascendental para el desarrollo de la ciudad y de los pueblos de la provincia fue el paso del ferrocarril, La vía a la Costa iba hasta Guayaquil y la vía de la Sierra que la conectaba con Quito; desde los primeros años del siglo. Esta vía de enlace entre Costa y Sierra ocupó a bastante población riobambeña durante largos años.
Hubo también, desde comienzos del siglo, una migración extranjera de signo positivo para el fomento del comercio y otras actividades. En las primeras décadas, todos los aspectos de la vida urbana eran tratados y resueltos por la única entidad reguladora: el Municipio. La década de los veinte fue la más rica en estas manifestaciones. La estructura de la pequeña ciudad, circundada por quintas y haciendas, empezó a cambiar, especialmente entre 1910 y 1930. Se construyeron muchos edificios de gran calidad, de corte neoclásico y ecléctico. Comenzaron a formarse ciudadelas, mediante la urbanización de varias fincas. Un caso especial fue el de la ciudadela de Bellavista, iniciada en 1924 en terrenos que fueron de la hacienda La Trinidad, adquirida por los hermanos Levi; siendo esta la primera ciudadela urbana y planificada del Ecuador.
Inicialmente comprendía también los territorios de la actual provincia de Bolívar, extensión que mantuvo hasta el 23 de abril de 1884, en que el gobierno del Dr. José María Plácido Caamaño creó la nueva provincia.
Agrícola y ganadera por excelencia, la provincia de Chimborazo es una gran productora de legumbres, trigo, cebada, papas, frutas, carne, leche y quesos de gran calidad.

## Geografía
Por estar situada en plena cordillera de los Andes, su paisaje está adornado por nevados y elevaciones de gran importancia como el Cubilín (4711 m), el Chimborazo (6310 m), el Altar (4545 m), el Cruzpungo (4281 m) el Ñaupán (4515 m), el Lalanguso (4293 m), el Chanloor (4300 m), y muchas más, unidas unas con otras por mesetas y altiplanos como los de Cajabamba, Colta y Guamote; fértiles valles como los de Guano, Riobamba y Penipe, e inhóspitos páramos como los de Urbina, Cubilín y Achupallas.
La provincia está regada por numerosos ríos, siendo los principales el Chambo, el Guamote, el Chanchán, el Cebadas y el Chimbo; este último que sirve de límite natural con la provincia de Bolívar. Existen además varias lagunas como la de Colta, junto a la población de su mismo nombre, y las de Atillo, Magatlán, Osogoche y Cubilín. El sistema lacustre Ozogoche está formado por más de treinta lagunas. El complejo lacustre Ozogoche ubicado dentro del Parque Nacional Sangay se considera como una zona de conservación de aves en América Latina por la zona sureste.

### Límites provinciales
Siguiendo el sentido de las agujas del reloj, la provincia de Chimborazo limita con estas otras provincias ecuatorianas:
- Al norte: Tungurahua
- Al este: Morona Santiago
- Al sur: Cañar
- Al oeste: Guayas y Bolívar

## Gobierno y política

### Política
La estructura política de Chimborazo está conformada por el Gobierno Autónomo Descentralizado Provincial, denominado comúnmente como «Prefectura», la cual es una persona jurídica de derecho público que goza de autonomía política, administrativa y financiera, y ejerce las funciones ejecutivas, legislativas y de fiscalización dentro de la circunscripción territorial de la provincia. La sede de este gobierno seccional está en la ciudad de Riobamba, en calidad de capital provincial.
El Gobierno provincial está conformado por un prefecto, un viceprefecto y el consejo provincial. El prefecto es la máxima autoridad y representante legal de la función ejecutiva dentro de la provincia y es elegido en binomio junto al viceprefecto por votación popular en las urnas. El consejo provincial es el órgano de legislación y fiscalización del gobierno provincial, y está integrado por el prefecto —quien lo preside con voto dirimente—, el viceprefecto, los alcaldes de los diez cantones chimboracenses, y representantes de los gobiernos de las parroquias rurales. En la actualidad el cargo de prefecto lo ejerce Hermel Tayupanda, elegido para el periodo 2023-2027. 
Paralelo al Gobierno Autónomo Descentralizado Provincial de Chimborazo, el poder ejecutivo del presidente de la República está representado en la provincia por el gobernador. El cargo de gobernador es ocupado por un individuo designado por el presidente de la república, y puede durar en sus funciones indefinidamente mientras así lo decida el primer mandatario del país. Actualmente, el gobernador de la provincia es Guido Eduardo Puyol.

### División administrativa

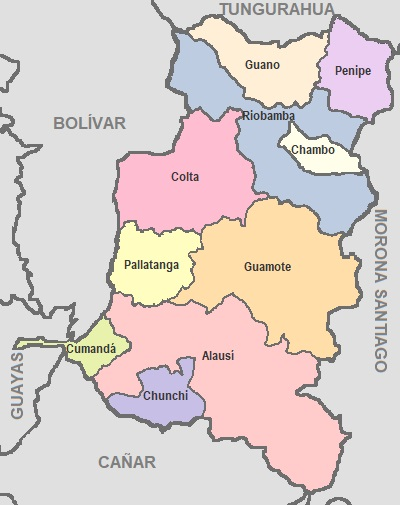
Cantones de la provincia de Chimborazo

Chimborazo está dividido en diez cantones, que a su vez están conformados por sesenta y una parroquias, entre urbanas y rurales. Cada uno de los cantones son administrados a través de una municipalidad y un consejo cantonal, los cuales son elegidos por la población de sus respectivos cantones. La responsabilidad de estos cantones es realizar el mantenimiento de carreteras, administrar los presupuestos del gobierno del estado para programas de asistencia social y económica, y administrar infraestructuras tales como parques y sistemas de saneamiento básico.
|                    | Cantón     | Población (2022) | Área (km²) | Cabecera cantonal | Población (2022) |
| ------------------ | ---------- | ---------------- | ---------- | ----------------- | ---------------- |
|                    | Alausí     | 37 275           | 1614       | Alausí            | 6071             |
|                    | Chambo     | 13 431           | 168        | Chambo            | 5462             |
|                    | Chunchi    | 10 635           | 270        | Chunchi           | 3799             |
|                    | Colta      | 30 468           | 820        | Villa La Unión    | 2785             |
|                    | Cumandá    | 16 602           | 169        | Cumandá           | 11 442           |
| Bandera de Bolívar | Guamote    | 35 769           | 1216       | Guamote           | 3076             |
|                    | Guano      | 48 327           | 480        | Guano             | 9136             |
|                    | Pallatanga | 11 796           | 385        | Pallatanga        | 4266             |
|                    | Penipe     | 6748             | 375        | Penipe            | 1417             |
|                    | Riobamba   | 260 882          | 777        | Riobamba          | 177 213          |

## Demografía

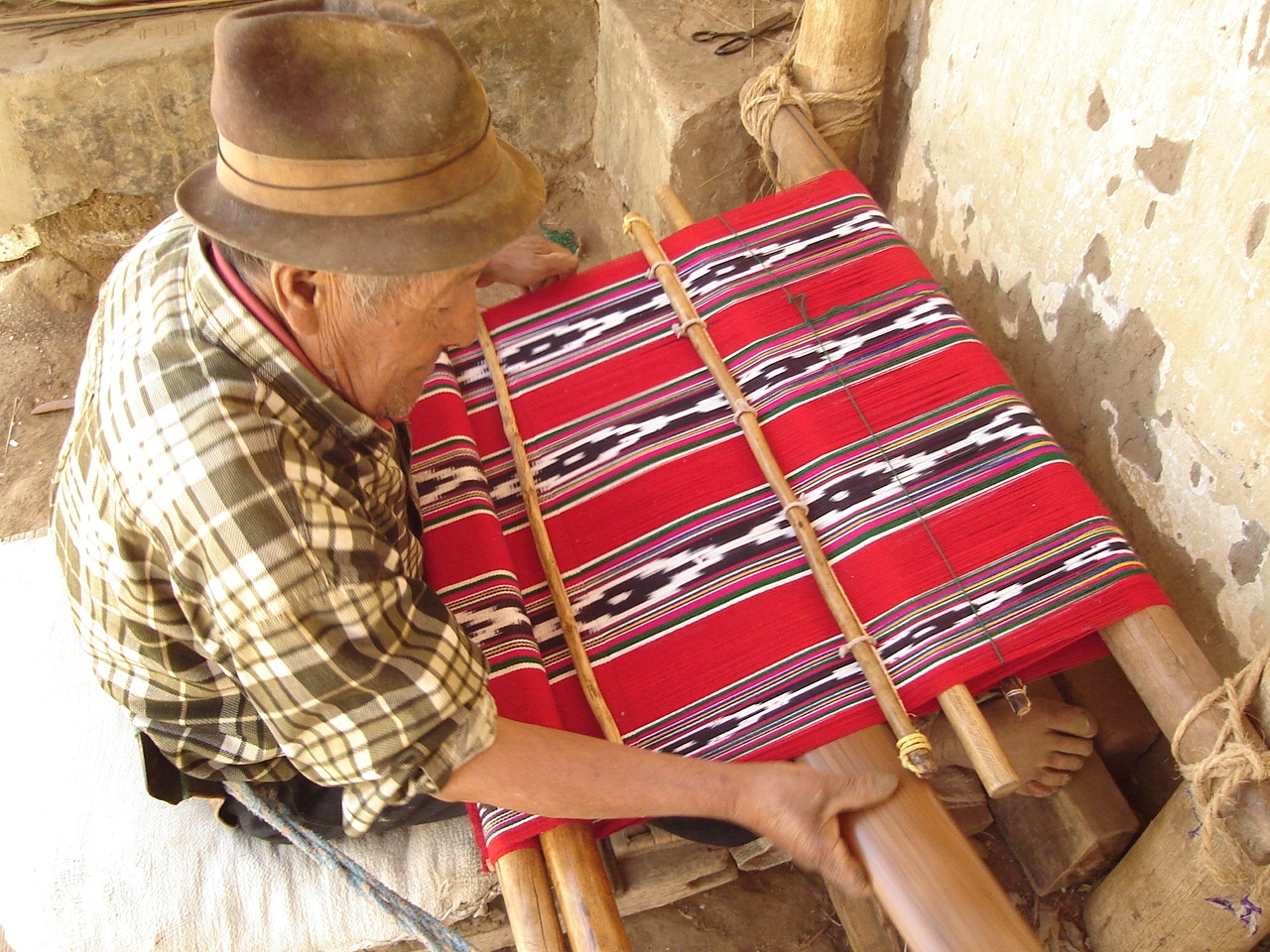
Tejedor de Cacha

- Población total: 611 421 habitantes (septiembre de 2015)
- Mujeres: 275 372 (52,1 %)
- Hombres: 253 980 (47,9 %)
- Población urbana: 330 680 habs. (62 %)
- Población rural: 198 722 habs. (38 %)
- Edad media de la población (años): 27,8
- Tasa de crecimiento anual (%): 3
- Promedio de hijos por hogar: 1,9 hijos
- Promedio de personas por hogar: 4,5 personas

Fuente

### Composición étnica[8]

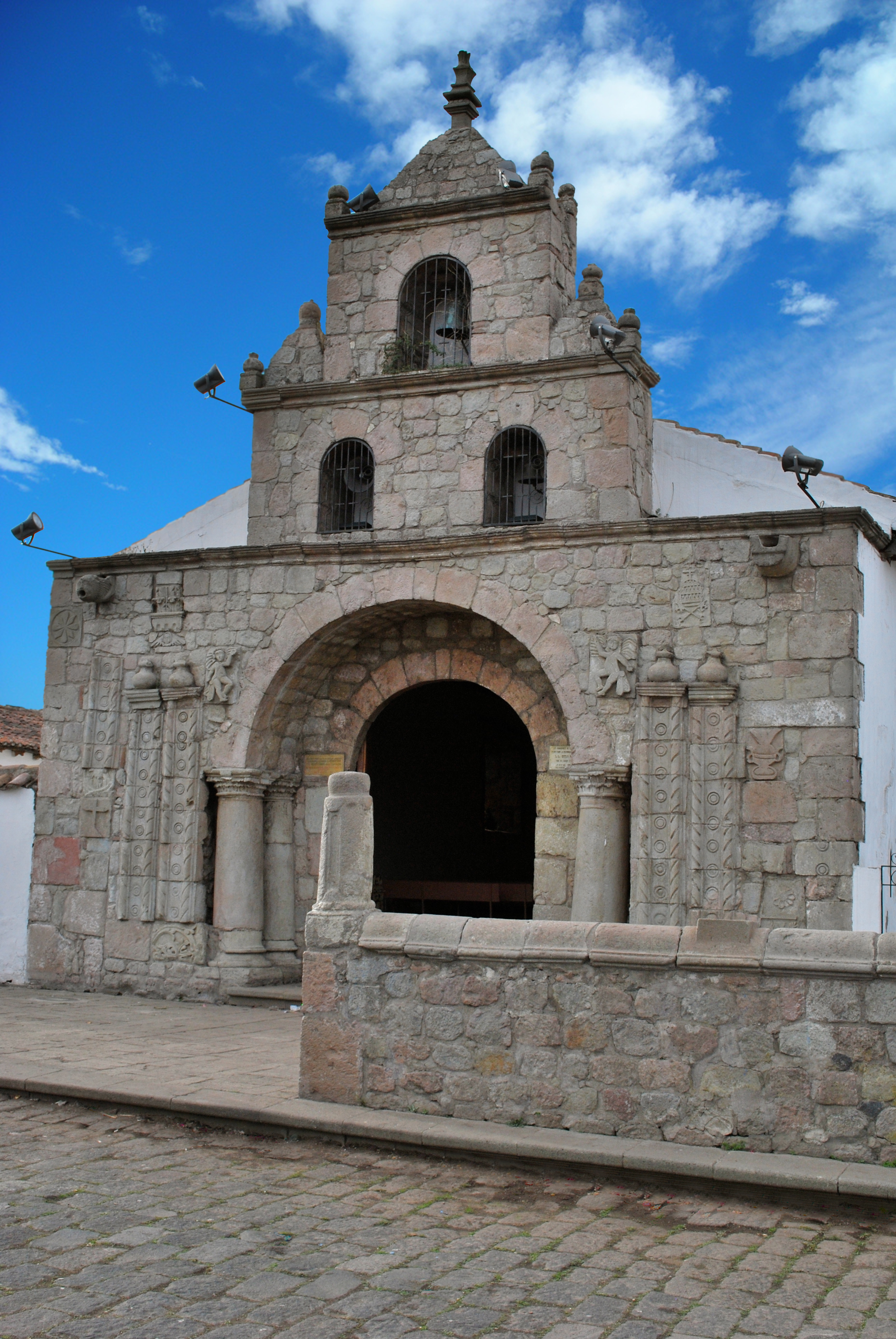
Iglesia de La Balbanera

Según su cultura, mas no por su fisonomía, los chimboracenses se identifican como:
- Población mestiza (%): 58,4
- Población indígena (%): 38
- Población blanca (%): 2,2
- Población afroecuatoriana (%): 1,1
- Población montubia (%): 0,3
- Otros grupos (%): 0,1

La pirámide poblacional indicó una clara visualización de un rombo invertido, donde los menores de diez años son la menor proporción que los que están entre diez y veinte años, lo que denota una reducción en la natalidad por decisión propia de los habitantes. Así como un ensanchamiento en las edades entre los 15 y más años, lo que demuestra mayor proporción de adultos y el porcentaje de personas en edad de trabajar es el 59,5 %.
Respecto a las etnias y la fisonomía del chimboracense, existe una variedad entremezclada en toda su provincia, pero con ciertas características predominantes. En la zona rural, son predominantes los indígenas, que son característicos en sus vestimentas y cultura. Esto es más característico en los cantones de Guamote y Colta, en donde más del 80 % de su población es netamente indígena, incluyendo sus cabeceras cantonales. Incluso su señalización de tránsito y avisos comerciales entre otros son en castellano y quichua.
En las zonas urbanas mayormente y varias localidades del sur y norte de la provincia, esto en los cantones Alausí, Chunchi, Pallatanga y Penipe, hay una predominancia de personas de tez mestiza en cerca de un 60 %, con más notoriedad en Chunchi. 
Cumandá refleja más una población entremezclada entre costeños y serranos, donde se puede ver una mezcla más mestiza en un 70 %. Es el único cantón donde los indígenas tienen una escasa presencia en comparación con el resto de la provincia.
Chambo y Guano en sus zonas urbanas y varios centros poblados, presentan una población de fisonomía más mestiza, que supera aproximadamente el 85 %. 
Riobamba, la ciudad capital, tiene una peculiaridad, no solo ha sido destino de mestizos, indígenas y blancos, sino incluso de extranjeros como algunos chinos que son los más notorios entre los extranjeros junto con cubanos, colombianos, chilenos, alemanes, norteamericanos, entre otros.

## Economía

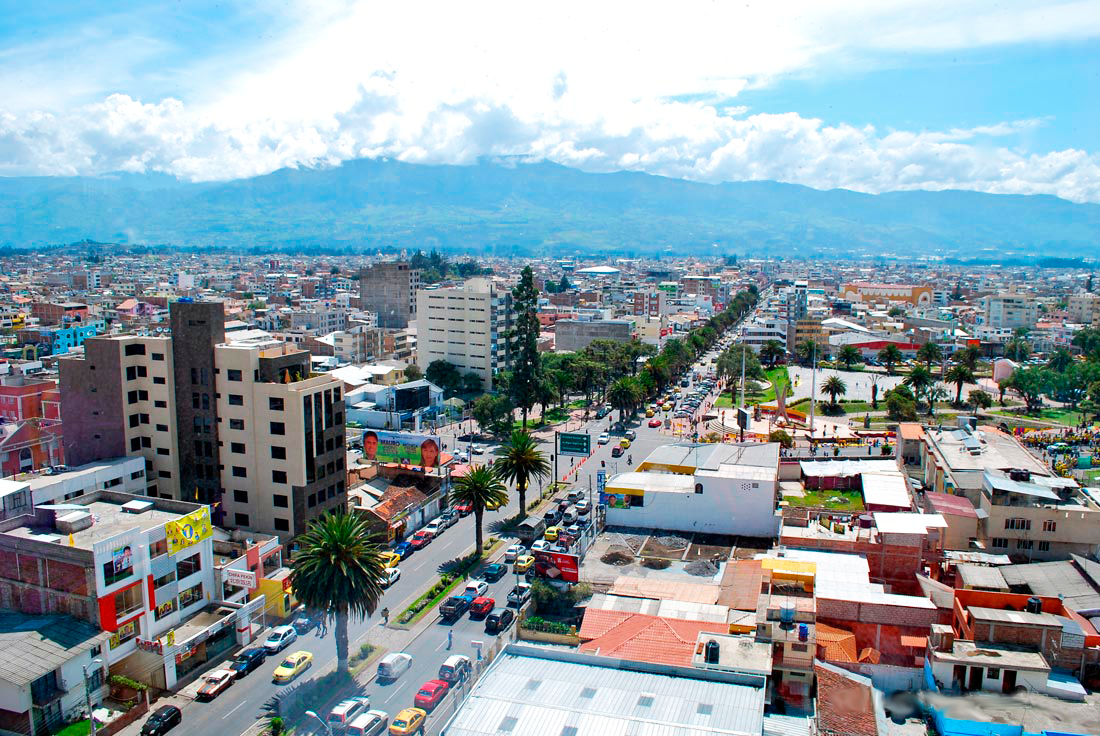
Avenida Daniel León Borja en Riobamba

La provincia es una zona de gran cultura artesanal y un sector de mucho desarrollo turístico. La artesanía está muy desarrollada, sobre todo en la zona del Cantón Guano, donde las manufacturas con lanas, cueros y textiles constituyen las principales actividades económicas y por ende la riqueza de esta región. En Chimborazo se cultiva cebada, maíz, fréjol, trigo, cacao, plátano, papa y algunas frutas. En ganadería se desarrolla la cría de ganado ovino, bovino de carne, leche, y la industrialización de los productos lácteos.
Respecto a la minería, Chimborazo tiene yacimientos de plata, cobre, oro, mármol, hierro, piedra caliza y azufre.
En la provincia también existe la presencia de industrias productoras de cemento, cerámica, techos, tuberías, madera, entre otras.

## Salud

### Indicadores sanitarios[9]
- Mortalidad infantil × 45.00 nacidos vivos: 40,8
- Enfermedades diarreicas: 7848
- Médicos × 10 000 habs.: 15,6
- Enfermeras × 10 000 habs.: 7,5
- Aux. de enfermeras × 10 000 habs.: 11,4
- Camas hospitalarias × 1.00 hab.: 2,2

### Indicadores de agua y saneamiento[10]
- Agua entubada (rural) (%): 32,92
- Número de viviendas con agua entubada: 14 683

## Cultura

### Educación[10]
- Analfabetismo (%>=20 años): 13.5
- Analfabetismo digital (%>= 12 años): 36.8
- Promedio de años de escolaridad (%>= 15 años):

### Dialectos
En dialectos o acentos de habla, se puede obtener tres tipos claramente identificados.
El acento del norte de la provincia, esto es de los cantones Penipe, Guano, Chambo, Riobamba, Colta y Guamote. Donde el alargamiento de las palabras últimas, asentamiento de la r y l en las palabras en una entremezcla provocada por la imposición del castellano a la población indígena (mayoría en esa época), que tiene fuerte notoriedad en los cantones de Colta y Guamote, mientras que Riobamba es la que tiene menor notoriedad de este acento que ha sido si bien corregido, llevado a un castellano más propio o parecido al del ambateño y quiteño.
El acento del sur, específicamente de los cantones Alausí y Chunchi, donde las frases resultan con un sutil cantado pero pronunciación más propia con respecto al norte. Esto debido a la influencia tanto del norte de la provincia con las provincias del Cañar y Azuay que influyeron en este acento.
El último dialecto es el de Cumandá y Pallatanga, más entremezclado entre el castellano propio del riobambeño con el guayasense, aquí denota la despronunciación de ciertas letras en las palabras (si bien el serrano acentúa la r y la l demasiado en ocasiones, el costeño omite la s por j, la l por la y). Pero sin mucha notoriedad que es más propio del guayasense, ni tan parecido al riobambeño promedio.

## Atractivos turísticos

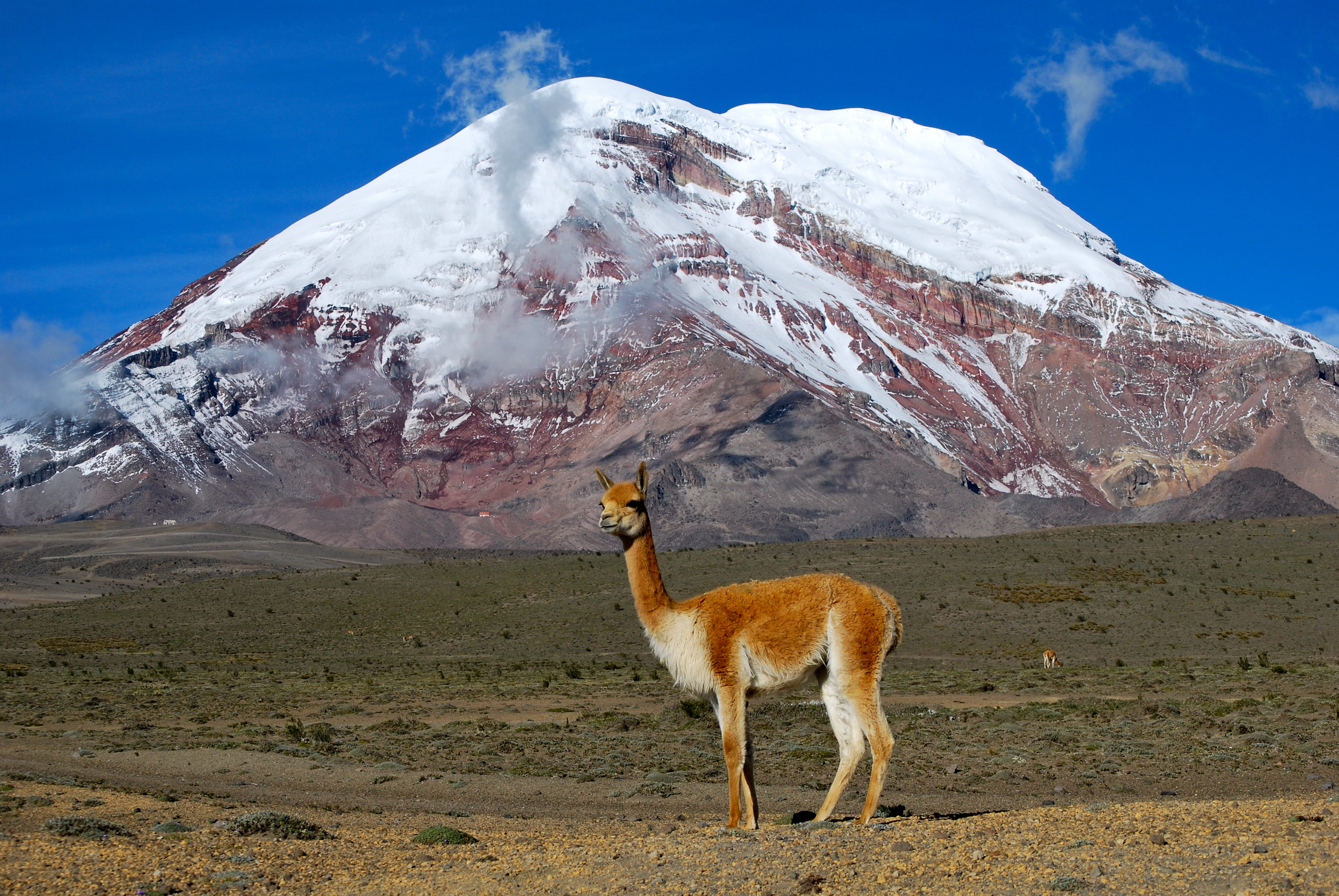
Vicuña con el volcán Chimborazo al fondo

- Laguna Ozogoche
- Laguna de Colta
- Volcán El Altar
- Aguas termales de Cunug Pugyo y Guallabamba
- Nariz del Diablo
- Cementerio Paleontológico de Punín
- Catedral de San Pedro (Riobamba)
- Museo del Convento de La Concepción en Riobamba
- Museo del Banco Central en Riobamba
- Museo Casa de la Cultura Ecuatoriana en Riobamba
- Iglesia de La Balbanera
- Encuentro del Nuevo Mundo del Folkclor, marzo o abril
- Complejo parque acuático Los Elenes
- Travesía en ferrocarril
- Reserva natural Chimborazo

## Comidas típicas
- Fritada
- Cerdo hornado
- Yaguarlocro
- Llapingachos
- Cuy
- Ceviche de chochos con cuero
- Chicha con huevo
- Mondongo de Borrego negro de Guamote
- Empanadas de Guano
- Tamarindos de Riobamba